# Frauke Martin
Frauke Martin (* 13. Mai 1944 in Flensburg) ist eine ehemalige deutsche Politikerin (SPD). Von 1974 bis 1986 gehörte sie der Hamburgischen Bürgerschaft an.

## Leben
Nachdem Frauke Martin im Jahr 1961 in ihrer Geburtsstadt Flensburg den Realschulabschluss erlangt hatte, arbeitete sie als Angestellte im Fernsprechferndienst (Hand) des Fernmeldeamtes Hamburg 1. Danach studierte sie von 1971 bis 1974 an der Hochschule für Wirtschaft und Politik und schloss als Sozialwirtin ab. Daran schloss sie ein weiteres Studium mit Schwerpunkt Stadtsoziologie an der Universität Hamburg an, das sie 1981 als Diplom-Soziologin beendete. Ab dem Folgejahr war sie an der Hochschule für Wirtschaft und Politik als wissenschaftliche Angestellte tätig. Im Jahr 1984 begann sie für die „Stiftung Berufliche Bildung - Arbeitslosenbildungswerk“ zu arbeiten, die der Hamburger Senat und die Bürgerschaft begründet hatten, um schwer vermittelbare Arbeitslose zu qualifizieren und zu integrieren. Später wurde Martin Bereichsleiterin Personal der Stiftung Berufliche Bildung.  Sie hat zwei Kinder und ist seit 1983 geschieden.

## Politische Karriere
Ab 1965 war Martin Mitglied der Deutschen Postgewerkschaft (ab 1982 ÖTV). Im Jahr 1969 trat sie der SPD bei. Sie wirkte in der Arbeitsgemeinschaft sozialdemokratischer Frauen (AsF) mit und war AsF-Vorsitzende in Hamburg-Nord, als sie bei der Bürgerschaftswahl in Hamburg 1974 kandidierte.
Im April 1974 wurde sie Mitglied der 8. Hamburgischen Bürgerschaft. Zu den Schwerpunkten ihrer politischen Arbeit gehörten Gleichberechtigung der Frau, Sozialpolitik, Baupolitik und Finanzen. Sie setzte sich unter anderem erfolgreich für die Einrichtung einer Gleichstellungsstelle, den Erhalt der Stillprämie, einen eigenen Haushaltstitel für Frauenhäuser und die Finanzierung der Hamburger Frauenwoche ein. Im Juni 1977 gehörte sie gemeinsam mit Wulf Damkowski, Jan Ehlers, Bodo Fischer, Harro Frank, Hans-Jürgen Grambow, Helga von Hoffmann, Lothar Reinhard, Ortwin Runde und Bodo Schümann zu einer Gruppe von zehn SPD-Bürgerschaftsabgeordneten, die im Zusammenhang mit dem Parteiausschluss des Juso-Vorsitzenden Klaus Uwe Benneter in einem Brief an den Parteivorsitzenden Willy Brandt verlangten, dass dieser Parteiordnungsverfahren gegen 56 Hamburger SPD-Mitglieder, die sich mit Benneter solidarisiert hatten, verhindere.
Nach über zwölf Jahren Abgeordnetentätigkeit schied Martin 1986 aus der Hamburgischen Bürgerschaft aus. Als Grund nannte sie die Unvereinbarkeit mit ihrer Berufstätigkeit, auf die sie als inzwischen Alleinerziehende angewiesen war, zumal die Bürgerschaft zu dieser Zeit noch ein Feierabendparlament war. Auch danach engagierte sie sich weiter politisch, gehörte bis 1994 dem SPD-Kreisvorstand im Bezirk Harburg und danach dem SPD-Landesvorstand an.
Später zog Martin nach Ellerau in Schleswig-Holstein. Zuletzt trat sie dort im Jahr 2008 bei der Kommunalwahl als SPD-Direktkandidatin in Wahlkreis V an, wurde jedoch nicht in die Gemeindevertretung gewählt.